# Certificato bianco
I certificati bianchi, o più propriamente titoli di efficienza energetica (TEE), sono titoli che certificano il Risparmio energetico conseguito da vari soggetti realizzando specifici interventi (per esempio efficienza energetica). Implicando il riconoscimento di un contributo economico, rappresentano un incentivo a ridurre il consumo energetico in relazione al bene distribuito.

## Descrizione
Istituiti in Italia con il decreto ministeriale 20 luglio 2004 elettricità e gas, ed entrati in vigore nel gennaio 2005, i certificati bianchi consistono in titoli acquistabili e successivamente rivendibili il cui valore è stato originariamente fissato a 100 €/tep, valore soggetto a variazioni stabilite anche in funzione dell'andamento del mercato. Il valore energetico di un tep è comparabile col consumo annuale di energia elettrica di una famiglia media.
Viene riconosciuto un risparmio di energia pari a 1 tep secondo le seguenti equivalenze:
- 1 tep = 11.628 kWh per quanto riguarda i combustibili (1 tep = 41,860 GJ)[3];
- 1 tep = 5.347,59 kWh per i consumi elettrici (1 kWh = 0,187x10−3 tep).[4]

La differenza è dovuta al fatto che per produrre uguali quantità di energia termica ed elettrica sono necessari apporti diversi di energia primaria; in particolare questi sono maggiori nel secondo caso, a causa del rendimento di produzione del parco elettrico italiano. Per questo a un mancato consumo elettrico è riconosciuto un risparmio in termini di tep maggiore di un mancato consumo termico.
L'entità del risparmio energetico da conseguire per accedere al meccanismo incentivante dei certificati bianchi dipende dalla tipologia di progetto sottoscritto e dalla tipologia degli interventi di efficienza che lo compongono: bisogna conseguire un risparmio di 20 tep/anno per interventi soggetti a valutazione cosiddetta standard, un minimo di 40 tep/anno per interventi soggetti a valutazione analitica e almeno 60 tep/anno per interventi da valutare con metodo a consuntivo.
Gli interventi di risparmio possono essere a monte del processo produttivo oppure presso l'utente, ad esempio favorendolo la sostituzione di elettrodomestici e caldaie vecchi in favore di apparecchi a più alta efficienza. Per la maggior parte degli interventi il periodo di concessione è di 5 anni (per gli interventi di isolamento termico degli edifici, di architettura bioclimatica e interventi similari il periodo di concessione è di 8 anni.)
La contrattazione dei TEE può avvenire tra le parti interessate o all'interno di uno specifico mercato gestito dal GME (Gestore dei mercati energetici). Dal 3 gennaio 2013 il Gestore dei servizi energetici (GSE) è l'ente che autorizza l'emissione dei certificati bianchi, gestisce la valutazione economica dei TEE e si occupa del controllo del risparmio energetico ottenuto. Dal 2006 l'ENEA è impegnato nella valutazione tecnica degli interventi di efficienza energetica e del risparmio energetico ottenuto; a seguito del D.M. 28 dicembre 2012, che ha ampliato la platea di soggetti ammissibili al meccanismo, dal 3 gennaio 2013, in un'ottica di potenziamento del processo valutativo, anche RSE effettua valutazioni tecniche sui progetti di efficienza energetica presentati al GSE (Gestore dei servizi energetici).
I certificati bianchi riguardano quattro tipi di interventi:
1. risparmio di energia elettrica;
2. risparmio di gas naturale;
3. risparmio di altri combustibili per autotrazione;
4. risparmio di altri combustibili non per autotrazione.

I soggetti distributori interessati possono essere obbligati o volontari: sono obbligati tutti i distributori di energia elettrica e di gas la cui utenza finale è superiore alle 50.000 unità; possono essere volontari i distributori con utenza finale minore di quella prescritta o anche le società di servizi, Energy Service Company (ESCo), produttori, impiantisti, ecc. Dal 2011 figurano tra i soggetti volontari anche le organizzazioni soggette all'obbligo di nomina dell'energy manager secondo la legge n. 10/91. Allo scopo di qualificare sempre più i fornitori di servizi energetici dal 2010 è possibile per una ESCo la certificazione secondo la UNI cei 11352.
L'osservanza dei limiti di risparmio energetico viene premiato dall'Autorità e da altre fonti governative di finanziamento con un contributo economico, il cui valore viene stabilito annualmente dalla stessa Autorità. Inoltre è possibile guadagnare vendendo i titoli in eccesso grazie al raggiungimento di un risparmio superiore a quello annualmente prestabilito. Di contro, coloro i quali non riescono a ottemperare agli obblighi minimi assunti vengono sanzionati e dovranno acquistare sul mercato altri titoli necessari al raggiungimento dell'obiettivo minimo prefissato.
I DD.MM. 20 luglio 2004 fissano anche gli obiettivi di risparmio in consumo energetico nazionale per il quinquennio 2005-2009 con valori che tendono a raddoppiare annualmente: in tal modo, partendo da 0,10 Mtep per anno relativamente al 2005, si arriva a 1,60 Mtep per anno da conseguire nel 2009. Per il 2005 gli obiettivi di risparmio energetico sono stati superati di circa il 174%, con il 75% dovuto al risparmio di energia elettrica, il 21% al risparmio di gas naturale e il restante 4% al risparmio di altre forme di energia.
Il decreto interministeriale 28 dicembre 2012 sui certificati bianchi, approvato dal Ministero dell'ambiente di concerto con il Ministero dello sviluppo economico, stabilisce gli obiettivi nazionali di risparmio per il quadriennio 2013-2016. I risparmi cumulati dovranno raggiungere 4,4 Mtep nel 2013, 5,9 nel 2014, 6,4 nel 2015 e 7,3 nel 2016. Nel caso in cui l'obiettivo nazionale di un determinato anno venga superato con un margine superiore al 5%, il target per l'anno successivo sarà modificato. Lo stesso decreto prevede anche l'abrogazione degli articoli 5, commi 6 e 8, l'articolo 7, l'articolo 8, l'articolo 11, dei decreti 20 luglio 2004 Elettricità e Gas e dell'articolo 5 e l'articolo 8 del decreto 21 dicembre 2007.
Solo la Francia oltre all'Italia, adotta tale certificazione, mentre altre nazioni o adottano altri schemi di risparmio energetico o si stanno avviando all'introduzione dei certificati bianchi (per esempio il caso di Gran Bretagna, Danimarca e Paesi Bassi).

## Quadro normativo

### Decreti legislativi n. 79/99 e n. 164/00
Prevedono obiettivi obbligatori di risparmio energetico negli usi finali, a carico delle imprese:
- di distribuzione di energia elettrica
- di distribuzione di gas naturale

### Decreti ministeriali 20 luglio 2004
- Rendono operative le previsioni dei decreti precedenti
- Definiscono obiettivi nazionali di risparmio di energia primaria a carico dei distributori di energia elettrica e di gas con più di 100.000 clienti finali, che devono quindi realizzare gli interventi o acquistare TEE per un ammontare equivalente al loro obiettivo (soglia abbassata a 50.000 clienti finali secondo il D.M. Sviluppo Economico 21 dicembre 2007)
- Definiscono le modalità attraverso le quali i distributori possono conseguire tali obiettivi:
  - tipologie di interventi e di progetti ammissibili
  - avvio del Mercato dei Titoli di Efficienza Energetica (TEE)
- Prevedono la possibilità di un contributo tariffario alla copertura dei costi sostenuti dai distributori
- Introducono sanzioni in caso di inadempienza
- Affidano all'Autorità il compito di definire i criteri, le regole tecniche di funzionamento del nuovo impianto normativo e la gestione dell'intero meccanismo

### Delibere dell'Autorità per l'energia elettrica il gas e il sistema idrico
Rendono operativo il meccanismo definito dai decreti ministeriali 20 luglio 2004